# Economía Social (ciencia económica)
La Economía social es el campo de estudio de la ciencia económica que estudia las preferencias e interacciones sociales. Su más destacado exponente contemporáneo es Matthew Jackson (quien utilizaba el enfoque de redes económicas) y un destacado economista en este campo es Alberto Bisin (cuyo método era la modelación matemática) así como la economista Stefanie Stantcheva (quien aplicaba experimentos de encuesta). Es un campo de reciente creación en la ciencia económica debido a que previamente se carecía de metodologías para realizar estudios robustos, pero el desarrollo metodológico de redes económicas, modelación matemática orientada a estos fenómenos de estudio y experimentos de encuesta ha permitido extender este campo de estudios.
Gary S. Becker and Kevin M. Murphy en su obra "Economía social: comportamiento del mercado en un entorno social" (2001), en este libro analizan las decisiones y comportamientos incluyendo el entorno social (incluyendo las preferencias y los valores de los demás; las fuerzas sociales y culturales), asimismo explican como las decisiones individuales explican su propio entorno social.

¨Utilizando este enfoque, los autores pueden explicar muchos fenómenos desconcertantes, incluidos los patrones de consumo de drogas, cómo el amor afecta los patrones matrimoniales, la segregación vecinal, los precios de las bellas artes y otros objetos de colección, el aspecto social de las marcas registradas, el ascenso y la caída de las modas y las tendencias, y la distribución del ingreso y el estatus.¨

Jess Benhabib, Alberto Bisin y Matthew O. Jackson editaron la publicación del "Manual de Economía Social" (2010), incorporan las preferencias sociales (cultura, la religión, la etnicidad y otras influencias sociales en las decisiones económicas) en diversas interacciones y decisiones sociales, distinguiéndose del Homo œconomicus.